# La Canne

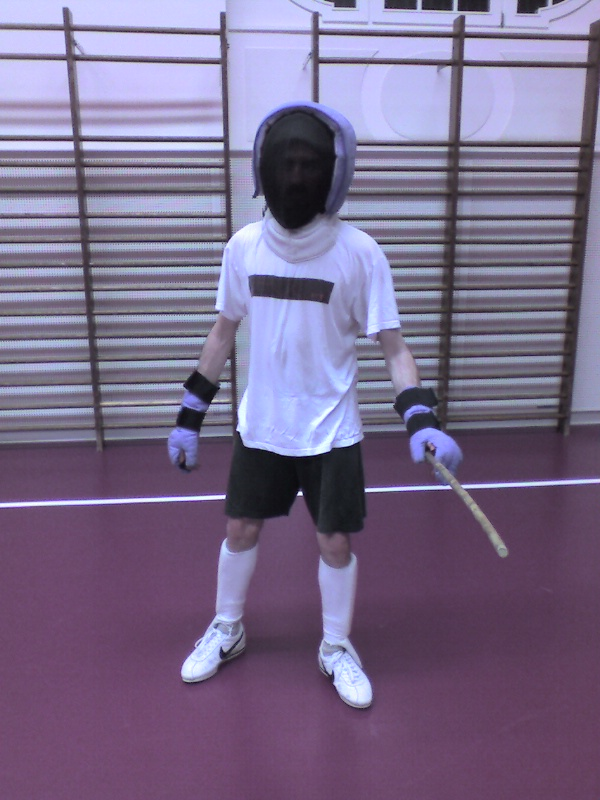

La Canne is een zelfverdedigingssport waarbij een canne, een soort wandelstok uit kastanjehout, wordt gebruikt als wapen.
La Canne of la Canne de Combat werd in de loop van de 19de eeuw ontwikkeld in Frankrijk als een manier voor de burgerij en hogere klassen om zich te verdedigen in de ongure wijken van steden zoals Parijs.
In het begin van de 20ste eeuw werden la Canne-technieken in Frankrijk gebruikt door de politie en het leger. Na de Eerste Wereldoorlog raakte de discipline bijna volledig in de vergetelheid. Het was voornamelijk in het savatemilieu dat de discipline nog aangeleerd werd.
In de loop van de jaren 1970 werd er door Maurice Sarry een reglement opgesteld en werd la Canne opnieuw een sport. De bedoeling bij een wedstrijd is om de tegenstander zo vaak mogelijk te raken en zelf zo weinig mogelijk geraakt te worden. Alleen slagen zijn daarbij toegelaten. Steken met de canne is verboden.